# Населення Республіки Сербської
У Республіці Сербській середня щільність населення 59 жителів на — км², що вносить її до числа мало заселених Європейських регіонів. По регіонам населення розподілене дуже нерівномірно (наприклад у Герцеговині 20 жителів/км², а в Посавіні та Семберії 150 жителів/км²), що є додатковою проблемою для економічного і загального розвитку Республіки Сербської.

## Населення

### Історія
У минулому столітті більшість населення в Боснії і Герцеговині були православними, на що вказує список 1865 де записано 46,3 % православних, 30,4 % мусульман і 22,7 % католиків. Аналогічне співвідношення в етнічному складі було зафіксований і останньому переписі Австро-Угорщини 1910 року (43,4 % православних, 32,3 % мусульман, 23,3 % католиків).
Більше всього православного населення було зафіксовано під час переписів, проведених між двома світовими війнами (1921 і 1931), а також під час післявоєнного періоду (переписів 1948 1951 і 1961).
перепис 1971 вперше продемонстрував, зміну в етнічному складі населення колишньої СРБіГ і мусліми стали складати відносну більшість (39,6 % мусульман, 37,2 % сербів і 20,6 % хорватів).
Перепис населення з 1991, показав, що на території Республіки Сербської (в нинішніх кордонах) населення становило 1,623,842 (приблизно 37 % від загальної чисельності населення БіГ).
У 1993 у воєнний час населення на території колишньої Республіки Сербської було оцінено в 1,378,852. Коли ця інформація зводиться до нинішніх кордонів Республіки Сербської отримує кількість населення в 1.104.105 жителів сучасної сербської території.
1996 був проведений підрахунок сімей, біженців та Внутрішньо переміщених осіб. Перепис зареєстрував 410,173 домогосподарств і загальна чисельність населення була оцінена в 1,391,593 жителів.
У 2000 році чисельність населення складала 1,469,182 жителів.

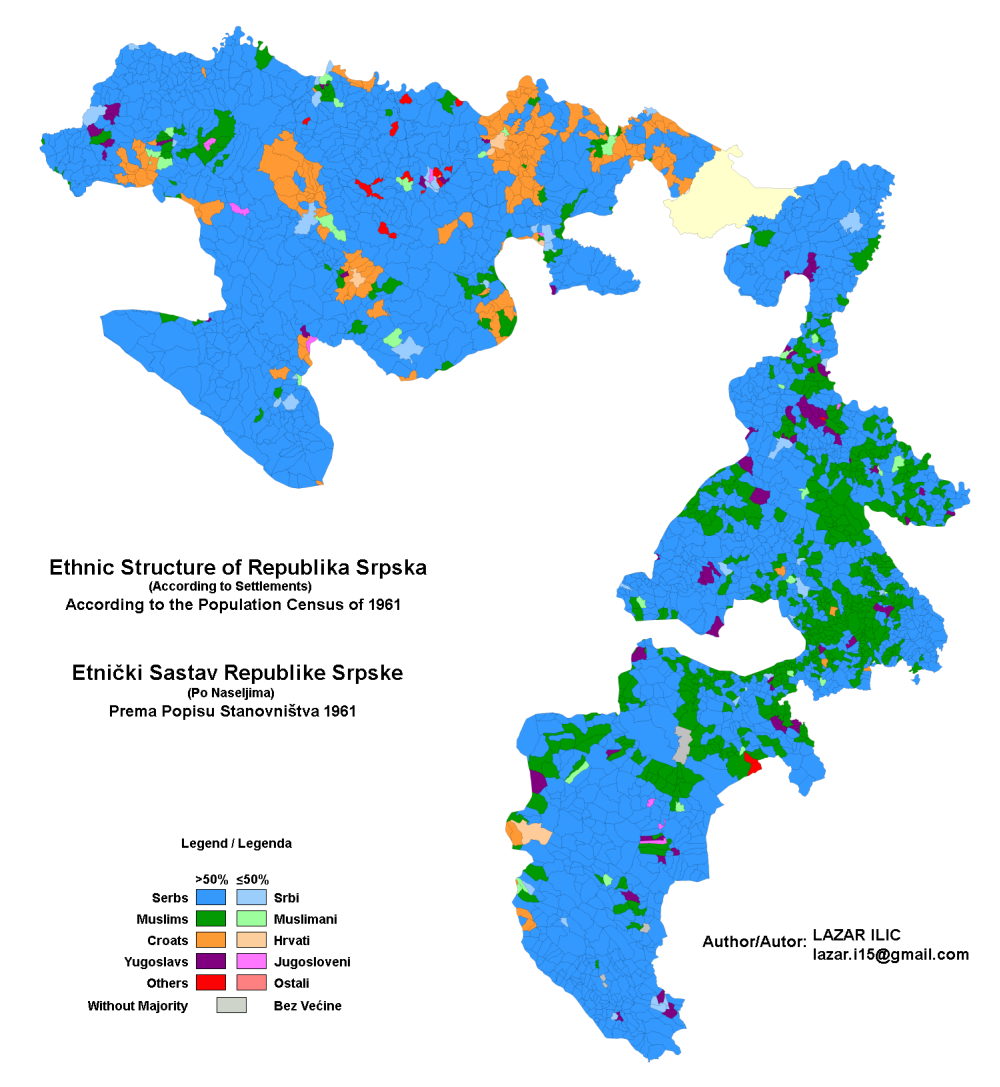
Етнічний склад території сучасної Республіки сербських поселень після 1961 року
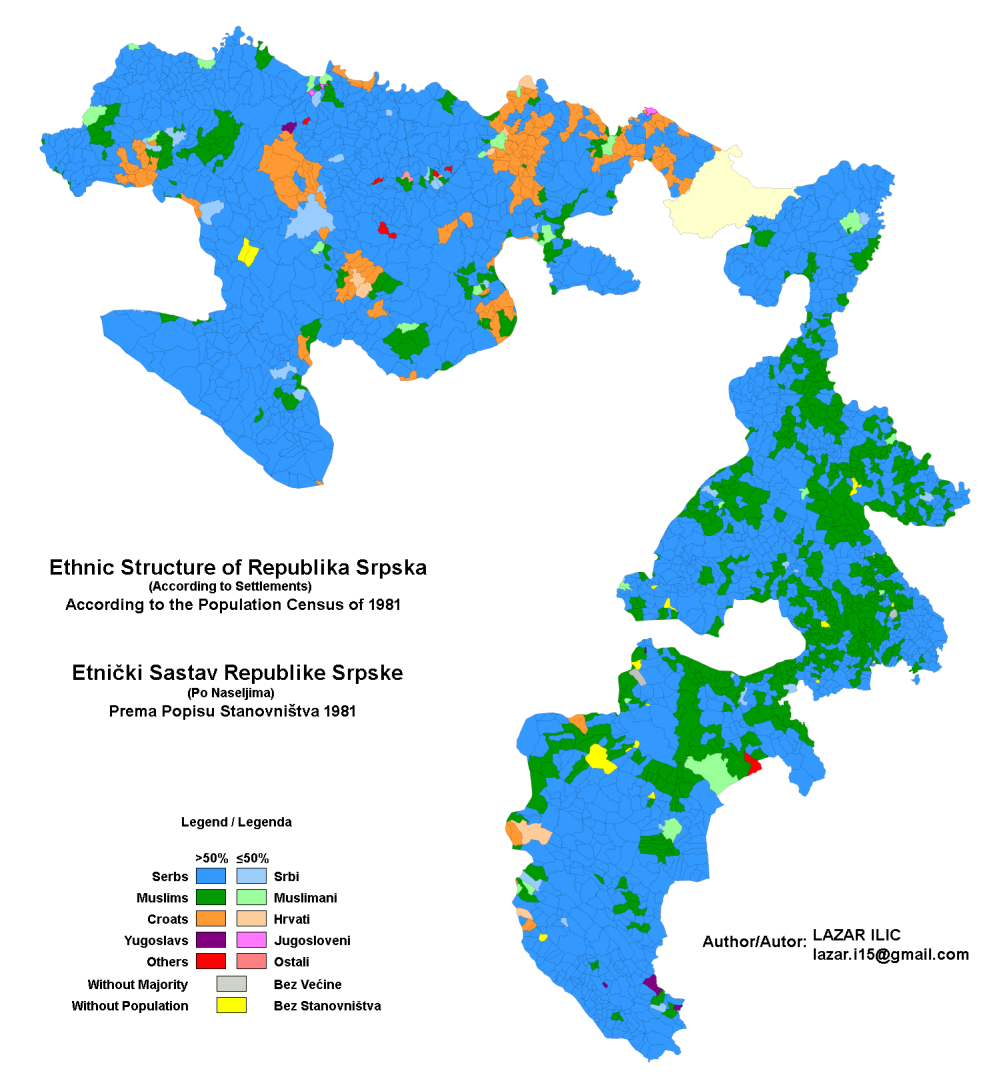
Етнічний склад території сучасної Республіки сербських поселень до 1981 року
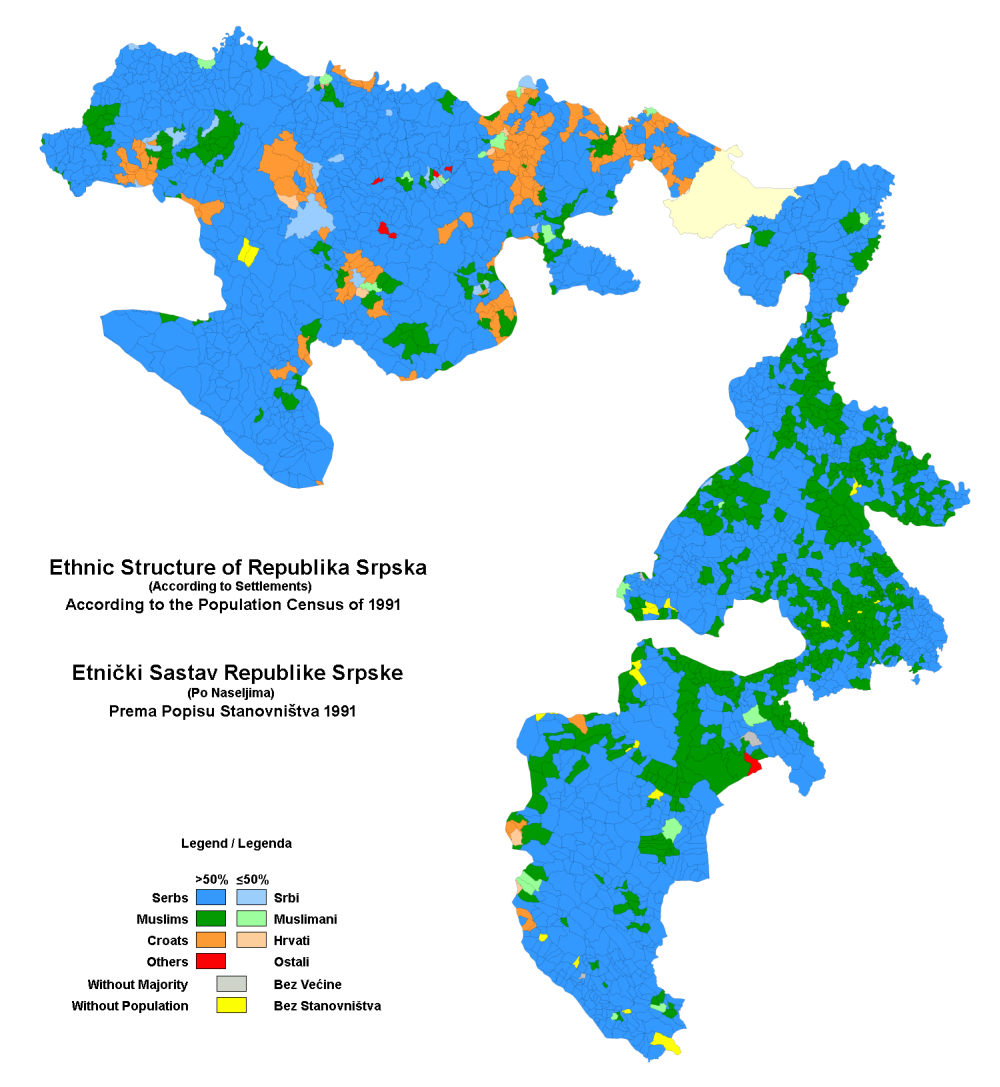
Етнічний склад території сучасної Республіки сербських поселень до 1991 року

### Сучасні дані
На сьогоднішній день загальна кількість сербського населення майже 1480000 жителів (не включаючи колишнього муніципалітету Брчко, який вийшов зі складу Республіки Сербської і утворив Округ Брчко. З цього числа, за оцінками постійне населення складає 1 215 000. Згідно з інститутом статистики Республіки Сербської населення Республіки Сербської зростає.
За їх оцінками в РС:
- 2001. -1.447.477 жителя
- 2002. — 1.455.446 жителя
- 2003 — 1.463.465 жителя
- 2004. — 1.471.529 жителя
- 2005. 1.479.634 жителя

| Оцінки населення Республіки Сербської                                   |          |         |           |
| Рік.                                                                    | Чоловіки | Жінки   | Разом     |
| 1998.                                                                   | 679.795  | 749.003 | 1.428.798 |
| 1999.                                                                   | 689.186  | 759.351 | 1.448.537 |
| 2000.*                                                                  | 695.194  | 733.705 | 1.428.899 |
| 2001.                                                                   | 704.197  | 743.280 | 1.447.477 |
| 2002.                                                                   | 708.136  | 746.666 | 1.454.802 |
| 2003.                                                                   | 706.925  | 745.426 | 1.452.351 |
| 2004.                                                                   | 705.731  | 744.166 | 1.449.897 |
| 2005.                                                                   | 704.037  | 742.380 | 1.446.417 |
| 2006.                                                                   | 702.718  | 740.991 | 1.443.709 |
| 2007.                                                                   | 700.754  | 738.919 | 1.439.673 |
| *Починаючи з 2000 року, оцінки чисельності населення не включені Брчко. |          |         |           |

## Національність, релігія і мови
У Республіці Сербській більшість населення складають серби, а також корінні народи боснійці і хорвати. Серед національних меншин найбільшими за числьністю є українці, євреї (організовано два єврейські Муніципалітети: Баня-Лука і Добой) чехи та інші. У муніципалітеті Прнявор живуть українці, Італійці і чехи. Оскільки не було перепису після війни, то наявні тільки оцінки поточного етнічного складу населення: серби складають 91,8 % (1,116,711), боснійці 7,5 % (91,229), хорвати 0,7 % (8297). Боснійці складають більшість у муніципалітетах: Хан (14100) Прієдор і Бієліна (на 13.100), Добой (9000), Баня-Луці (6400), Братунац (4000), Нове град і Сребрениця (3500) і Тесліч (2600). Хорвати складають більшість у муніципалітетах Добой (1900) і Баня-Луці (1800), Пелагічево 5,3 % Дервента і Котор-Варош 3,6 %.
Офіційна мова Республіки Сербської це мови сербської нації, мова народу босняків і мова хорватського народу. Офіційна листи були кирилиця і латиниця.
Велика частина населення Республіки Сербської православної віри, від Сербської Православної Церкви, існують також і інші релігійні громади: католицька, ісламська, єврейська та інші.
Згідно з даними, наданими щоденним сараєвським Аваз, опублікованими як неофіційні результати перепису 2013 року, в Республіці Сербській живе:
- 83,2 % Сербів,
- 13,2 % Босняків,
- 2,5 % Хорватів
- 1,1 % інших.[4]

## Територіальний розподіл населення
Процес індустріалізації і модернізації дорожнього руху привели до того, що міські центри були розширені за рахунок включення прилеглих сільських населених пунктів. Крім того, деякі сільські поселення отримали ряд міських ознак (побудовано промислові підприємства, відкрито магазини, поліклінік, шкіл, спортивних споруд і т. д.) і мають тенденцію зростання в міста.
Найбільші громади в Сербії (за даними 2004 роки):
- Баня-Лука 224 647 жителів,
- Бієліна. 109.211 жителів,
- Прієдор. 98.570 жителів,
- Добой. 80464 жителів,
- Градішка 61,440 жителів,
- Зворник 51.688 жителів,
- Прнявор 49,821 жителів,
- Тесліч 49,021 жителів,
- Дервента 42.747 жителів,
- Лакташі 40,311 жителів,
- Козарська-Дубіца 34,916 жителів,
- Требіньє. 31.299 жителів,
- Нові-Град 31.144 жителів,
- Модрича 28,581 жителів,
- Пале 26.959 жителів,
- Фоча 25.489 жителів.

Найменші громади:
- Істочні-Дрвар 62 жителів,
- Петровац 189 жителів,
- Купрес 483 жителів,
- Істочні-Мостар 794 жителів,
- Єзеро 1316 жителів,
- Крупа-на-Уні 1,949 жителів,
- Трново. 2594 жителів,
- Берковичі 2799 жителів,
- Доні-Жабар 2912 жителів,
- Ново-Горажде. 3095 жителів,
- Істочні-Старі-Град 3,185 жителів,
- Оштра-Лука 3.319 жителів,
- Любіньє 4258 жителів,
- Осмаці 4807 жителів,
- Калиновик 4,871 жителів,
- Хан-Песак 4.902 жителів,

## Демографічні прогнози за статтю та віком
| Вік   | Стать    | Разом     | 0-19    | 20-39   | 40-59   | 60-79   | 80 +   |
| ----- | -------- | --------- | ------- | ------- | ------- | ------- | ------ |
| 2001. | Чоловіки | 737.147   | 221.144 | 213.036 | 184.286 | 110.572 | 8.109  |
| 2001. | Жінки    | 753.846   | 208.262 | 205.933 | 186.971 | 136.933 | 15.747 |
| 2001. | Всі      | 1.490.993 | 429.406 | 418.969 | 371.275 | 247.505 | 23.856 |
| 2006. | Чоловіки | 757.288   | 225.672 | 215.827 | 190.836 | 112.836 | 12.117 |
| 2006. | Жінки    | 773.205   | 212.049 | 209.650 | 193.318 | 136.634 | 21.554 |
| 2006. | Всі      | 1.530.493 | 437.721 | 425.477 | 384.154 | 249.470 | 33.671 |
| 2011. | Чоловіки | 777.213   | 230.055 | 219.174 | 197.412 | 114.250 | 16.322 |
| 2011. | Жінки    | 792.280   | 214.111 | 214.006 | 199.670 | 136.869 | 27.624 |
| 2011. | Всі      | 1.569.493 | 444.166 | 433.180 | 397.082 | 251.119 | 43.946 |
| 2015. | Чоловіки | 792.635   | 234.620 | 217.182 | 199.744 | 123.651 | 17.438 |
| 2015. | Жінки    | 805.258   | 219.182 | 209.455 | 201.327 | 144.795 | 30.499 |
| 2015. | Всі      | 1.597.893 | 453.802 | 426.637 | 401.071 | 268.446 | 47.937 |